# Johann Friedrich Karl Grimm
Johann Friedrich Karl Grimm (auch Johann Friedrich Carl Grimm, * 5. Februar 1737 in Eisenach; † 21. Oktober 1821 in Gotha) war ein deutscher Arzt und Botaniker. Sein botanisches Autorenkürzel lautet „Grimm“.

## Leben
Grimm studierte unter Albrecht von Haller Medizin an der Universität Göttingen. Dort wurde er 1758 mit der Dissertation De visu promoviert. Er ließ sich zunächst als Arzt in seiner Heimatstadt nieder. Um die Erforschung der Eisenacher Flora soll er sich Verdienste erworben haben. Er befasste sich insbesondere mit Moosen. Später wurde er als Leibarzt der Herzöge von Sachsen-Gotha-Altenburg nach Gotha berufen. Dort verblieb er bis zu seinem Tod. Er erhielt den Titel eines Geheimen Hofrats. Zu seinen Aufgaben gehörte die Inspektion der Mineralquellen von Ronneburg.
Grimm wurde 1763 mit der Matrikelnummer 656 und dem Beinamen Clidemus III. in die Leopoldina aufgenommen. Außerdem war er ab 1801 Ehrenmitglied der Regensburgischen Botanische Gesellschaft. 1808 ernannte ihn die Bayerische Akademie der Wissenschaften zum korrespondierenden Mitglied. Die Moosgattung Grimmia wurde nach ihm benannt.
Durch Grimm erfolgte die wissenschaftliche Erstbeschreibung der Armblütige Gänsekresse 1767 unter dem Namen Turritis pauciflora.

## Werke (Auswahl)
- De visu, Göttingen 1758.
- Sendschreiben an Se. Hochwohlgebohrne Gnaden, Herrn Albrecht von Haller, Herrn zu Gumoens ... von der Epidemie zu Eisenach, Jn der ersten Hälfte des Jahres 1767, und den Mitteln wider dieselbe, Hanisch, Hildburghausen 1768.
- Abhandlung von den Mineralwassern zu Ronneburg und der Art diese und andere eisenhaltige Brunnen wider langwierige Krankheiten zu gebrauchen, Richter, Altenburg 1770.
- Bemerkungen eines Reisenden durch die königlichen preußischen Staaten in Briefen, 3 Bände, Richter, Altenburg 1775–1779.
- Bemerkungen eines Reisenden durch Deutschland, Frankreich, England und Holland:	in Briefen an seine Freunde, 5 Bände, Richter, Altenburg 1779–1781.
- (Übers. und Bearb.): Hippokrates: Werke, 4 Bände, Richter, Altenburg 1781–1792.